# Dahlerupsgade
Dahlerupsgade er en kort gade mellem Vester Farimagsgade og Nyropsgade i Indre by i København, opkaldt efter arkitekten Vilhelm Dahlerup (1836–1907). 
Dahlerup var en af 1800-tallets mest markante arkitekter i Danmark og stod bag en række ikoniske bygninger i København, herunder Det Kongelige Teater, Statens Museum for Kunst og Ny Carlsberg Glyptotek.

## Kvarterets udvikling
Gaden ligger i et kvarter, der blev bebygget i 1920'erne på et tidligere jernbaneterræn. Områdets gader er opkaldt efter fremtrædende arkitekter, der har haft betydelig indflydelse på Københavns arkitektur, såsom Meldahlsgade, Herholdtsgade, Kampmannsgade og Nyropsgade.
Dahlerupsgade var oprindeligt planlagt til at føre igennem til Vester Søgade, men opførelsen af boligkomplekset Vestersøhus forhindrede dette. Der blev dog etableret en passage for fodgængere og cyklister.
For at muliggøre passagen blev kontorejendommen ud mod Nyropsgade opført på søjler. Denne bygning blev tegnet af den anerkendte arkitekt Arne Jacobsen (1902–1971).